# Clonlisk
Clonlisk (en Irlandais Cluain Leisc), est une baronnie du comté d'Offaly en Irlande.

## Histoire
Situé dans le sud-ouest du comté d'Offaly, la baronnie tient son nom d'un château situé près de Dunkerrin. Elle faisait partie du territoire des O'Carroll d'Éile. 
Plusieurs villages en font partie comme Brosna, Moneygall, Sharavogue et Shinrone.